# Certame
Certame, concurso ou competição é toda uma forma de disputa com objetivo de qualificar adversários de forma objetiva, um à frente do outro, atribuindo-se ao melhor qualificado o título de vencedor ou campeão.
Certames podem ser competições esportivas,, de beleza, intelectual, ou com diversos outros critérios de avaliação.
Escolas de samba costumam competir em certames onde são apurados critérios musicais e de artes plásticas. O Carnaval do Rio de Janeiro, por exemplo, já contou com um órgão oficial ligado ao poder público, chamado Departamento de Turismo e Certames.
Já as Olimpíadas de Matemática ou de Física apuram conhecimentos intelectuais de seus concorrentes.
Ainda há os concursos públicos, que são certames com o objetivo de se classificar concorrentes a vagas de emprego no serviço público.